# Känn pulsen slå
Känn pulsen slå är Berny Pålssons andra självbiografi. Biografin tar vid där Vingklippt ängel slutade och kom ut i januari 2008. Den handlar om hennes resa från behandlingshem och missbruket ut till samhället, där hon försöker stå på egna ben.